# Ferrari F92A
La Ferrari F92A è un'automobile monoposto sportiva di Formula 1 che gareggiò nel Campionato mondiale di Formula 1 1992.
Viene ricordata come una delle monoposto meno competitive mai schierata dalla Scuderia Ferrari nella massima categoria motoristica.

## Sviluppo
A differenza di tutte le Ferrari di Formula 1 progettate tra il 1989 e il 1991, la F92A non condivideva nessun componente con la Ferrari 640 F1, che aveva costituito la base di partenza per le nuove monoposto realizzate fino all'anno prima.
Considerato lo scarso rendimento delle vetture impiegate nella stagione 1991 (tecnicamente obsolete e incapaci di tenere il passo con le prestazioni di McLaren e Williams), la Ferrari aveva infatti deciso di realizzare una monoposto di concezione completamente rinnovata: carrozzeria, motore e cambio vennero ridisegnate tentando di massimizzare l'efficienza del telaio e della conformazione aerodinamica (il cui sviluppo tentò di allinearsi agli ultimi ritrovati tecnologici introdotti in quegli anni in Formula 1).

### Aerodinamica
Nel campo dell'aerodinamica, la vettura riprendeva diverse soluzioni adoperate in aeronautica sui velivoli militari, dovute essenzialmente all'apporto dell'ingegnere aeronautico Jean-Claude Migeot, che in quegli anni realizzò molte soluzioni innovative su diverse monoposto di Formula 1.
Nello specifico, riprendendo una soluzione introdotta da Migeot stesso ai tempi in cui lavorava alla Tyrrell (e destinata ad un grande successo), la F92 A fu la prima monoposto Ferrari di Formula 1 a presentare un musetto rialzato, collegato all'ala anteriore con due montanti paralleli, in luogo del profilo spiovente usato fino alle stagioni precedenti. Altra caratteristica peculiare erano le prese d'aria delle fiancate, di forma ovoidale e separate dal corpo vettura, imitando le tendenze progettuali dei jet militari (nei quali le prese d'aria dei motori sono sempre staccate dalla fusoliera per evitare l'ingestione dello strato limite). L'estetica della monoposto le valse pertanto il nomignolo di caccia.
L'innovazione maggiore riguardava però il cosiddetto doppio fondo, con cui si tentò di riprodurre un effetto Venturi paragonabile a quello delle monoposto dei primi anni 1980 dotate di minigonne: al di sopra del normale fondo piatto, imposto dal regolamento tecnico, ne era infatti stato creato un altro, parallelo al primo e formante con esso una serie di canalizzazioni che avrebbero dovuto generare un elevato effetto suolo.
Venne infine modificata la zona Coca-Cola, ossia la parte terminale della carrozzeria che converge verso il cambio e l'asse posteriore, che assunse una forma più squadrata.

### Motore
Sotto il profilo motoristico, la F92A non si discostava più di tanto dalle precedenti realizzazioni della casa.
Il motore, sempre in posizione posteriore centrale longitudinale, era stato sviluppato dal tecnico Paolo Massai e adottava la classica architettura V12, con l'angolo di bancata corrispondente ai canonici 65°; come da regolamento la cilindrata era di 3500 cm³. Vennero mantenute le cinque valvole per cilindro, sempre comandate con due alberi a camme in testa per bancata e il richiamo a molle tradizionali al posto del sistema pneumatico in uso presso i top team avversari. Ciò impedì di migliorare le prestazioni in termini di potenza massima incrementando il regime di rotazione: il richiamo a molla oltre un certo regime diventa infatti inefficace, perché non riesce più a garantire il contatto con la camma, causando una chiusura ritardata della valvola. Il motore perse inoltre 35 CV di potenza rispetto a quello della precedente vettura.
A questo propulsore venne abbinato il classico cambio semiautomatico, dotato tuttavia di solo 6 rapporti più retromarcia (laddove dal 1990 era prassi in Formula 1 averne 7). La speranza della squadra era che il sacrificio in termini di prestazioni potesse tradursi in una maggiore affidabilità.

## Carriera agonistica
Messa alla prova in competizione, la monoposto si rivelò concettualmente errata.
Parte delle fonti ha individuato quale maggior responsabile dell'insuccesso l'impianto aerodinamico, che negli studi al computer e in galleria del vento mostrava rendimenti eccellenti, ma che nelle situazioni reali della pista avrebbe reso la vettura instabile e lenta. Anzitutto le sospensioni non riuscivano a mantenere la distanza da terra della vettura entro i margini in cui il doppio fondo funzionava correttamente, sicché l'auto risultava molto instabile a causa del continuo variare dei valori di deportanza. A peggiorare ulteriormente la situazione era la forma del corpo vettura, concepita allo scopo di privilegiare l'effetto suolo del doppio fondo, sacrificando l'efficienza della zona posteriore nota come "coca-cola". Per ottenere un minimo di stabilità era quindi necessario aumentare di molto l'incidenza degli alettoni, soprattutto quello posteriore, che finivano per fare da aerofreni.
In aggiunta, lungi dall'essere state risolte dalle scelte "penalizzanti" (motore depotenziato e cambio con meno marce) le noie meccaniche e strutturali — in particolare alla sospensione anteriore, conformata ad ammortizzatore singolo — continuarono ad essere frequenti e a causare molti ritiri.
Nel 2020 il pilota Jean Alesi, intervistato al riguardo, diede una differente lettura delle criticità della monoposto. A suo avviso la vera "falla" del progetto era proprio il propulsore 038, che oltre al depotenziamento "tattico" soffriva del cosiddetto blow-by (le fasce elastiche in camera di combustione trasudavano olio), che avrebbe causato un ulteriore decremento di 40/50 cavalli; a riprova di ciò, il francese osservò che la coeva Dallara 192 della Scuderia Italia, equipaggiata col motore Ferrari 037 dell'anno precedente, non di rado toccava velocità di punta superiori rispetto alla F92A. La casa di Maranello, che soprattutto al tempo si faceva vanto della propria tradizione motoristica, secondo Alesi non era però disposta ad ammettere di aver creato un V12 prestazionalmente inefficiente, sicché la strategia comunicativa fu quella di scaricare la colpa di tutto sul pacchetto aerodinamico — che l'avignonese definì invece "interessante", sostenendo che in un test effettuato col vecchio propulsore la monoposto si fosse dimostrata ben più stabile e veloce.
Migeot condivise il punto di vista di Alesi, riferendo come la F92A, per via del blow-by, dovesse far ricorso a un serbatoio dell'olio maggiorato rispetto alla norma. Accusò quindi l'allora vertice della Ferrari di averlo usato come capro espiatorio e difese la bontà delle sue scelte, evidenziando come la monoposto sviluppasse un elevato carico aerodinamico verticale (che ne migliorava il grip in condizioni di scarsa aderenza - la vettura in effetti rendeva meglio sotto la pioggia) e sostenendo che, con un motore più performante, i risultati sarebbero stati migliori.
Quale fosse la causa della défaillance, nel tentativo di correggere la rotta, la Ferrari provò a schierare una versione evoluta della vettura, denominata F92AT, a partire dal Gran Premio del Belgio. Essa venne dotata di un motore più potente, di una nuova aerodinamica ritenuta più adatta ai circuiti particolarmente veloci (come appunto Spa-Francorchamps, Monza e Suzuka) e di un nuovo cambio trasversale in luogo del precedente longitudinale — da cui l'aggiunta della lettera "T" nel nome. Nemmeno tale innovazione produsse però benefici apprezzabili e la monoposto rimase lenta e fragile: peraltro proprio il cambio, più compatto ma anche più largo, inficiò ulteriormente l'efficienza del doppio fondo e della zona "coca-cola".

## Risultati completi
Per il secondo anno consecutivo la Ferrari non ottenne né una vittoria, né una pole position, né tanto meno (a differenza dell'anno prima) un giro più veloce in gara. I piazzamenti di maggior rilievo che riuscì a conseguire furono due terzi posti nel Gran Premio di Spagna e nel Gran Premio del Canada, in tutte e due le occasioni grazie a Jean Alesi. Il suo compagno di squadra Ivan Capelli (distintosi negli anni precedenti alla guida della Leyton House progettata dal tecnico inglese Adrian Newey) ottenne due soli piazzamenti a punti: il quinto posto in Brasile e il sesto in Ungheria, venendo peraltro sostituito nelle ultime due gare della stagione dal terzo pilota Nicola Larini, che non ottenne punti.
La Ferrari raccolse in totale 21 punti, pari a meno della metà di quelli ottenuti nel 1991: la squadra di Maranello retrocedette dal terzo al quarto posto nella classifica costruttori, dietro anche alla Benetton, oltre che a McLaren e Williams.
| Anno | Team                 | Motore              | Gomme | Piloti  |     |     |   |     |     |     |     |     |     |     |     |     |     |     |    |    | Punti | Pos. |
| ---- | -------------------- | ------------------- | ----- | ------- | --- | --- | - | --- | --- | --- | --- | --- | --- | --- | --- | --- | --- | --- | -- | -- | ----- | ---- |
| 1992 | Scuderia Ferrari SpA | Ferrari 038 3.5 V12 | G     | Alesi   | Rit | Rit | 4 | 3   | Rit | Rit | 3   | Rit | Rit | 5   | Rit | Rit | Rit | Rit | 5  | 4  | 21    | 4º   |
| 1992 | Scuderia Ferrari SpA | Ferrari 038 3.5 V12 | G     | Capelli | Rit | Rit | 5 | 10* | Rit | Rit | Rit | Rit | 9   | Rit | 6   | Rit | Rit | Rit |    |    | 21    | 4º   |
| 1992 | Scuderia Ferrari SpA | Ferrari 038 3.5 V12 | G     | Larini  |     |     |   |     |     |     |     |     |     |     |     |     |     |     | 12 | 11 | 21    | 4º   |

## Piloti
- Jean Alesi -  Francia - nº27
- Ivan Capelli -  Italia - nº28
- Nicola Larini -  Italia - nº28 nelle ultime due gare del 1992 in Giappone e Australia

## Scheda tecnica
Motore
- Ferrari E1 A-92, posteriore centrale longitudinale
- 12 cilindri a V di 65°
- alesaggio 88 mm
- corsa 47,9 mm
- cilindrata totale 3497 cc
- distribuzione bialbero a camme in testa per fila di cilindri
- 60 valvole
- 5 valvole per cilindro, 3 di aspirazione, 2 di scarico
- rapporto di compressione 13:1
- iniezione elettronica indiretta Weber Marelli
- accensione singola elettronica statica Marelli
- raffreddato ad acqua
- lubrificazione a carter secco
- potenza massima 700 CV a 14700 giri/minuto

Trasmissione
- trazione posteriore
- frizione tridisco in carbonio
- cambio semiautomatico elettroattuato, in blocco col motore, a 6 marce+retromarcia

Autotelaio
- monoscocca in materiali compositi
- sospensione anteriore a ruote indipendenti, quadrilateri deformabili, molleggio a puntone ("push-rod") a mono-ammortizzatore[4]
- sospensione posteriore a ruote indipendenti, quadrilateri deformabili, molleggio a puntone o "push-rod"
- 4 freni a disco Brembo in carbonio
- sterzo a cremagliera
- serbatoio carburante 225 litri
- pneumatici anteriori Good Year 25.10-13"
- pneumatici posteriori Good Year 26.15-13"

Dimensioni e peso
- carreggiata anteriore 1810 mm
- carreggiata posteriore 1678 mm

Prestazioni
- velocità massima 320 km/h
- rapporto peso/potenza 0,7 kg/CV